# Die Entführung aus dem Serail
Die Entführung aus dem Serail (KV 384) is een zangspel (Duits Singspiel) van Wolfgang Amadeus Mozart in drie bedrijven naar een libretto van J. Gottlieb Stephanie jr., gebaseerd op Belmonte und Constanze geschreven door Georg Friedrich Bretzner in 1780. De eerste opvoering was op 16 juli 1782 in het Burgtheater in Wenen en werd door de componist zelf gedirigeerd.

## Rolverdeling
- Konstanze, een Spaanse edelvrouw die door Bassa Selim naar zijn harem is ontvoerd en liefje van Belmonte - sopraan
- Blondchen, dienstmeid van Konstanze - sopraan
- Belmonte, Spaanse edelman en zoon van de aartsvijand van Bassa Selim; Belmonte is op zoek naar zijn geliefde Konstanze - tenor
- Pedrillo, bediende van Belmonte - tenor
- Bassa Selim, Turkse heerser - spreekstem
- Osmin, opzichter van de harem van Bassa Selim - bas

## Verhaal

### Bedrijf I
Belmonte is op zoek naar zijn geliefde Constanze, die door zeerovers is ontvoerd, samen met haar kamermeisje, Blondchen, en Belmontes vroegere bediende, Pedrillo. Aangekomen voor een groot paleis ondervraagt Belmonte Osmin, maar hij komt bitter weinig te weten. Hij ontdekt alleen dat Osmin een diepe haat koestert voor Pedrillo, die nu tuinier is. Belmonte ontmoet Pedrillo, die hem tot zijn vreugde vertelt dat Constanze het relatief goed maakt als gevangene van de pasja. De pasja doet hard zijn best om haar hart te veroveren, maar Constanze blijft Belmonte trouw. Pedrillo zal Belmonte aan de pasja voorstellen als een beroemd architect die graag voor hem zou werken. Op die manier kan hij het paleis binnendringen

### Bedrijf II
Osmin probeert Blondchen te verleiden, maar tevergeefs. Selim boekt evenmin veel vooruitgang bij Constanze en dreigt haar te martelen als ze zijn wensen niet vervult. Pedrillo licht Blondchen in over de ontsnapping die gepland is voor die nacht. Hij weet Osmin, het belangrijkste struikelblok, dronken te voeren en Constanze en Belmonte te verenigen.

### Bedrijf III
Op het laatste moment loopt het toch nog mis. De vier worden gegrepen door de triomfantelijke Osmin. Belmonte legt de pasja uit dat hij een invloedrijke edelman uit Spanje is, waarna blijkt dat Belmontes vader een van de grootste vijanden van Selim is en de pasja groot leed toebracht. Uit wraak beveelt de pasja om hen alle vier terecht te stellen. Voor ze weggevoerd worden, herziet hij echter zijn mening. Selim besluit dat hij niet wil handelen zoals zijn vijand en laat de vier vrij.

## Achtergronden
Deze opera is geschreven in Wenen, waar Mozart leefde en werkte nadat hij door de aartsbisschop van Salzburg ontslagen was als componist. Hoewel het in die tijd gebruikelijk was om opera's in het Italiaans te schrijven, is het libretto van deze opera in het Duits. Het is verder bijzonder dat deze opera zich in een harem in Turkije afspeelt. Bij de eerste uitvoering was keizer Jozef II aanwezig. Na afloop, zo gaat het verhaal (althans, in de film Amadeus wordt dit beeld geschetst), zou de keizer gezegd hebben dat het stuk wel veel noten bevatte, waarop Mozart geantwoord zou hebben dat er precies genoeg noten in zaten.
Die Schuldigkeit des ersten Gebotes · Apollo et Hyacinthus · Bastien und Bastienne · La finta semplice · Mitridate · Ascanio in Alba · La Betulia Liberata · Il sogno di Scipione · Lucio Silla · Thamos, König in Ägypten · La finta giardiniera · Il rè pastore · Zaide · Idomeneo · Die Entführung aus dem Serail · L'oca del Cairo · Lo sposo deluso · Der Schauspieldirektor · Le nozze di Figaro · Don Giovanni · Così fan tutte · Die Zauberflöte · La clemenza di Tito
- Bibliothèque nationale de France: cb13915129j (data)
- Catàleg d'autoritats de noms i títols de Catalunya: 981058523071406706
- Gemeinsame Normdatei: 300108001
- Library of Congress Control Number: n80015683
- MusicBrainz work: a8aaa31a-ef6d-4a49-ab9f-e2fdd984c185
- Nationale bibliotheek van Australië: 35501753
- Nationale Bibliotheek van Israël: 987007581263305171
- LIBRIS: 214656
- Système universitaire de documentation: 027304809
- Virtual International Authority File: 177403418